# Хлыново (Москва)
Хлыново — упразднённая деревня на территории поселения Щаповское Троицкого административного округа Москвы. До 1 июля 2012 года находилась на территории Подольского района Московской области).

## География
Деревня Хлыново расположена примерно в 46 км к юго-западу от центра Москвы. Ближайшие населённые пункты — деревни Батыбино, Дмитрово и Костишово. Неподалёку от деревни протекает река Моча.

## История
В XIX веке деревня Хлыново входила в состав Дубровицкой волости Подольского уезда. В 1899 году в деревне проживало 134 человека.
В советское время и до момента упразднения деревня Хлыново относилась к Щаповскому сельскому округу. С 2000-х годов не значится в официальных документах в качестве населённого пункта, а только как СНТ.